# 詩麗吉提雅·詹森
詩麗吉提雅·詹森（1985年3月18日—），生於美國聖地牙哥，是泰國烏汶叻公主與其前夫所生的次女。詩麗吉提雅·詹森為蒲美蓬·阿杜德的外孫女，瑪哈·哇集拉隆功的外甥女。

## 早年生活
她在家中排行老三，上有姊姊諾派琳·詹森與哥哥普姆·詹森，為家中最年幼者。她和家人都在聖地牙哥長大，也都曾就讀當地的公立學校托利松高中。2001年父母離異，哥哥隨母返回泰國（普姆後來不幸在南亞大海嘯中溺斃），她和父親留在聖地牙哥，並於2003年從高中畢業，隨後升學至加州大學河濱分校。2007年畢業於紐約大學，主修東亞研究，專門研究日本及中國的歷史。